# Vegetació zonal

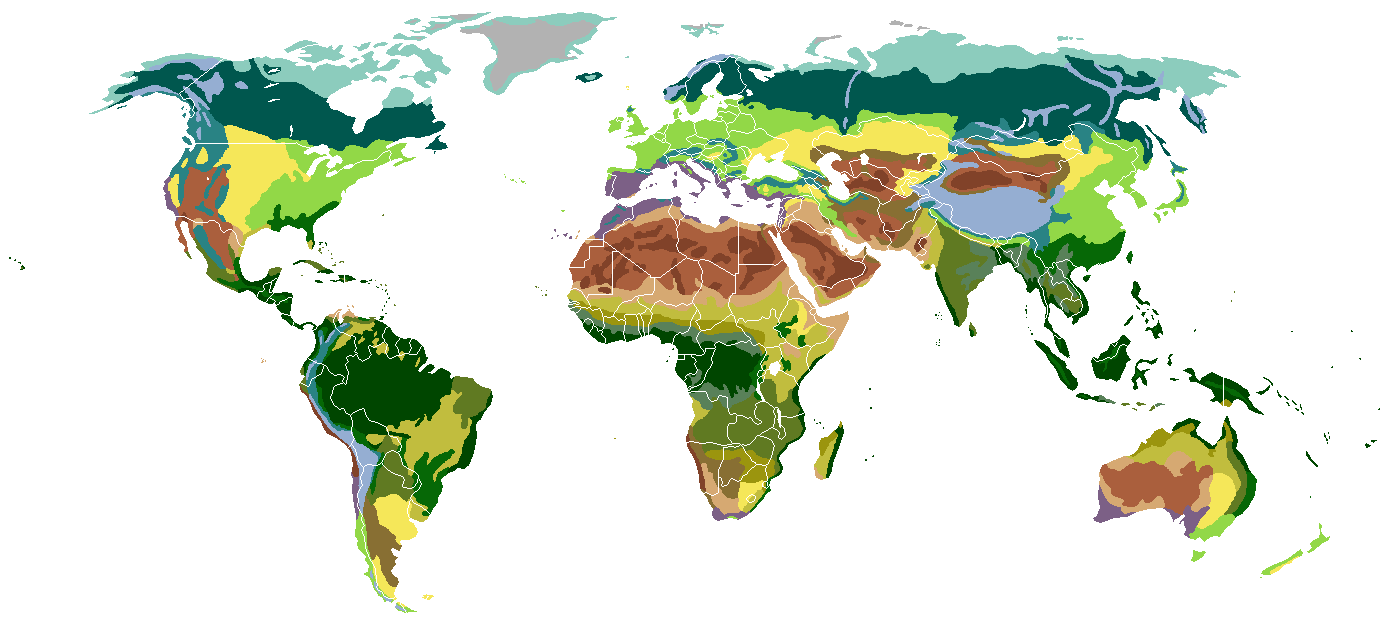
Vegetació zonal de la terra

La vegetació ve determinada per l'ambient. Però l'ambient no és un ent indeterminat i atzarós, sinó que pateix certes regularitats que venen atorgades sobretot per la climatologia del planeta. Aquesta dona lloc a un seguit de zones bioclimàtiques i les seves corresponents zones de vegetació. Així, per exemple, el bioma mediterrani ve definit per una zona bioclimàtica mediterrània (definida també com a zona subtropical subhumida) que li correspon una zona de formacions vegetals mediterrànies (definida també com a zona dels boscos i bosquines esclerofil·les subtropicals). Les variacions intrazonals que s'hi donen permeten distingir, segons la latitud, diferents subzones bioclimàtiques, i segons l'altitud, diferents estatges bioclimàtics.
Totes aquestes variacions van associades als corresponents dominis de vegetació.
Així doncs, tota la vegetació compresa en aquests dominis és el que hom anomena vegetació zonal. És la flora esperable i dominant d'un territori, ja que la climatologia general és el factor més important que determina la naturalesa de les comunitats vegetals.